# Андрейчин Сергій Михайлович
Андре́йчин Сергій Михайлович (нар. 26 вересня 1963, Бережани Тернопільської області) — український лікар—терапевт, гастроентеролог, доктор медичних наук (2003), професор (2004), завідувач кафедри пропедевтики внутрішньої медицини та фтизіатрії Тернопільського національного медичного університету імені І. Я. Горбачевського.

## Життєпис
Закінчив Тернопільський медичний інститут (1986, нині університет).
1987—1990 — дільничний терапевт Київської міської лікарні № 5.
Від 1990 року працює у Тернопільському державному медичному університеті: асистент, доцент, професор.
Від 2003 року — завідувач кафедри пропедевтики внутрішньої медицини та фтизіатрії.
Член вченої ради ТНМУ.

## Наукова діяльність
У 1989 році захистив кандидатську дисертацію на тему «Термографічні критерії діагностики і лікування різних клінічних форм бешихи» за спеціальністю 14.00.10 — інфекційні хвороби.
У 2003 році захистив докторську дисертацію на тему «Клініко-патогенетичне обґрунтування оптимізації терапії хронічних невиразкових проктосигмоїдитів» за спеціальністю 14.01.02 — внутрішні хвороби.
Вперше розробив термографічну семіотику основних клінічних форм бешихи з врахуванням особливостей запального процесу і запропонував термографічні критерії її диференційної діагностики та термографічні критерії повноти одужання після проведеного лікування та прогнозу можливого рецидиву. Поглибив знання про механізм лікувальної дії різних видів ентеросорбентів, гепатопротекторів й обґрунтував доцільність їхнього поєднаного застосування при різних захворюваннях терапевтичного профілю. Запропонував метод колоносорбції при хронічних невиразкових проктосигмоїдитах, що суттєво пришвидшує клінічне одужання, покращує ректороманоскопічну картину, реологічні властивості крові, дані термографії, мікроциркуляцію в слизовій оболонці прямої кишки, показники анометрії. Обґрунтував доцільність підвищення ефективності профілактично-лікувальних заходів у хворих кардіологічного, гастроентерологічного та пульмонологічного профілей з остеодефіцитними станами шляхом дослідження стану мінеральної щільності кісткової тканини, маркерів формування і метаболізму кісток.
Під керівництвом професора С.М. Андрейчина захищено 4 кандидатські дисертації.

## Доробок
Автор і співавтор понад 300 праць, 1 підручника, 9 посібників, має 21 патент на винаходи.
Основні наукові праці
1. A Guide to Therapeutic Patient`s Management and Filling in a Training Case History : guide / [ S. M. Andreychyn, N. A. Bilkevych, N. A. Kavetska et al.] ; edited by prof. S. M. Andreychyn. – Ternopil : TNMU, 2021. –  129 p.
2. Microscopic and submicroscopic structure of the heart atria and auricles in condition of the experimental thermal trauma/ Hetmaniuk I. B., Fedoniuk L. Y., Zhulkevych I.V., Andreychyn S. M., Hudyma A. A., Hanberher I.I., Dobrianskyi T. O. Biointerface Research in Applied Chemistry. 2020;Vol. 10, P. 5237 – 5242.
3. Mudra U, Andreychyn S. The effectiveness of complex therapy in patients with gout using carbon enterosorbent. Journal of Education, Health and Sport. 2020;10(7):138-147.
4. Dzubanovsky IY, Pidruchna SR, Melnyk NA, Andreychyn SM, Vervega BM, Nychyk NA. Dynamics of Cytokine Profile Indicators Changes in Animals with Acute Generalized Peritonitis on the Background of Diabetes Mellitus. Journal of Medicine and Life. 2020 Jul;13(3):404.
5. Мудра УО, Андрейчин СМ, Ганьбергер ИИ, Корильчук НИ. Показатели интерлейкинов и термографии суставов при подагре на фоне энтеросорбционной терапии. Georgian Medical News. 2020;6(303):97-102.
6. Практикум з курації терапевтичного хворого і написання навчальної історії хвороби [Текст] / [С. М. Андрейчин та ін.]; за ред. проф. С. М. Андрейчина. – Тернопіль: ТНМУ: Укрмедкнига, 2019 – 111с.